# Hafen von Ostende

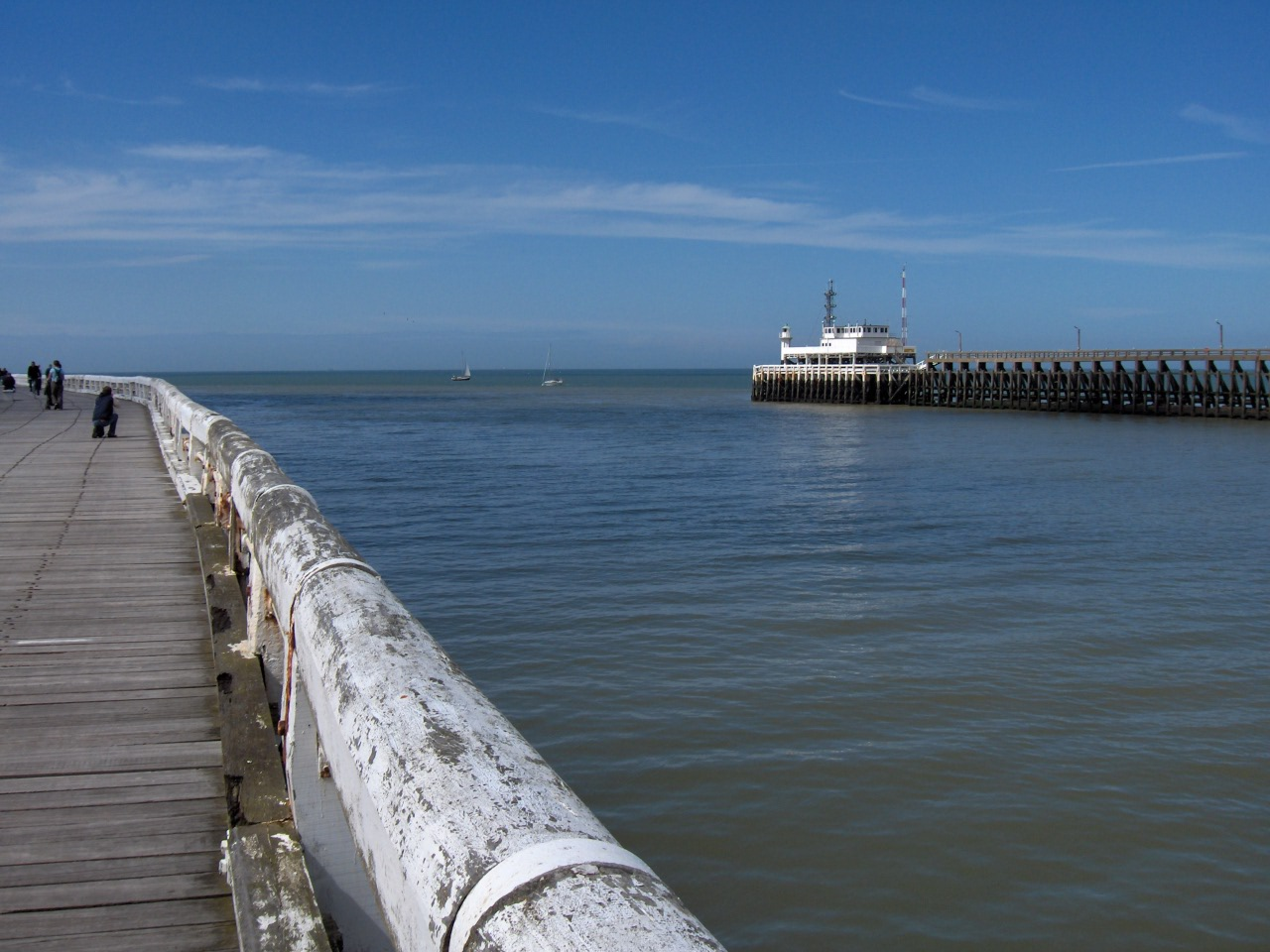
Hafeneinfahrt vom Hafen von Ostende

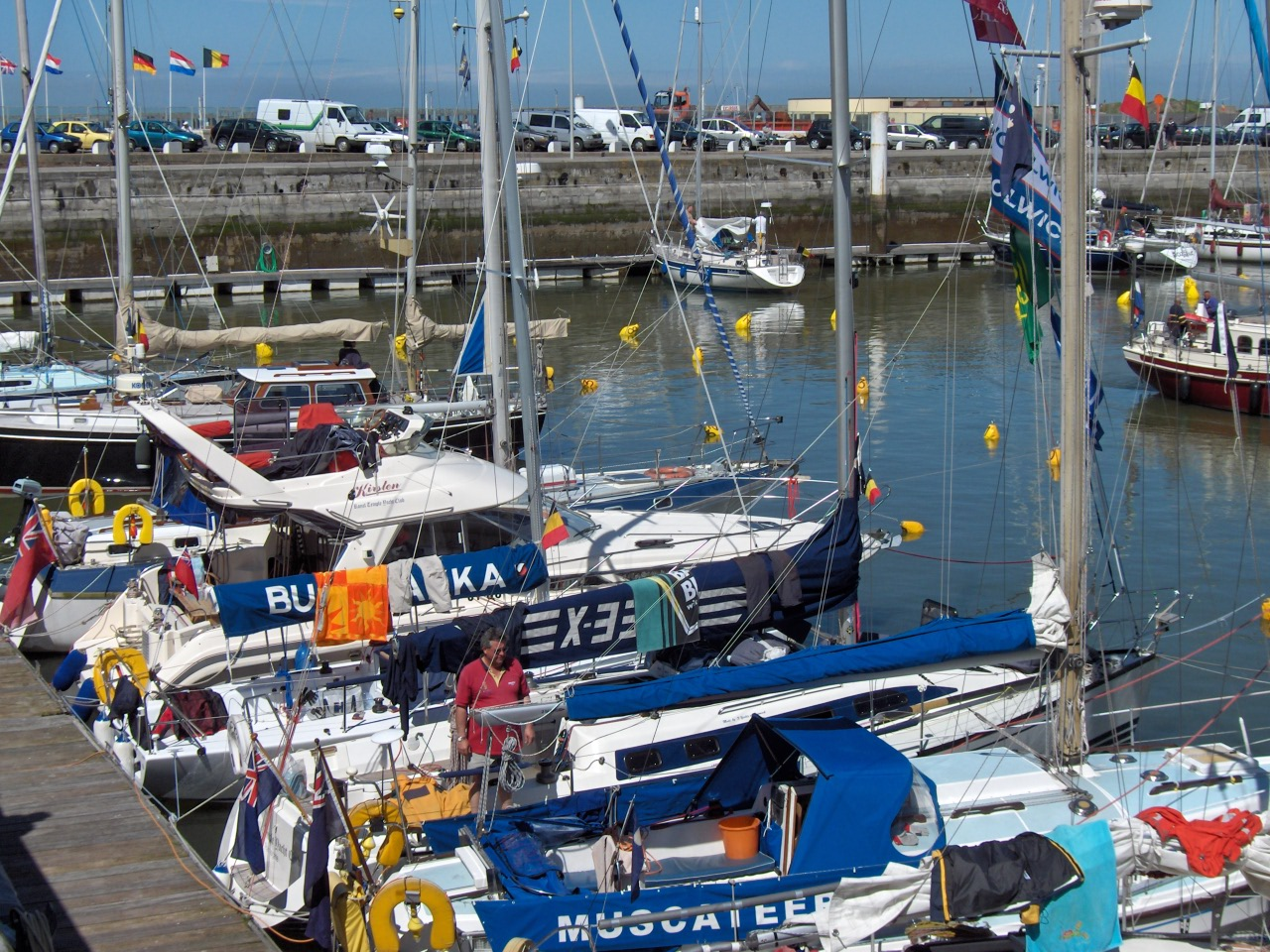
Marina Ostende

Der Hafen von Ostende (niederländisch: Haven van Oostende) ist ein Seehafen in der belgischen Stadt Ostende. Er ist neben dem Hafen von Brügge-Zeebrügge der zweite belgische Seehafen am Meer. Er ist jedoch weitaus weniger bedeutsam.

## Aktivitäten
Der Hafen sowie der Bahnhof Ostende dienten über Jahrzehnte vor allem dem Umstieg zwischen Bahn und Fähre über den Ärmelkanal, insbesondere die Verbindung zum Hafen von Dover. Er war Ausgangspunkt bekannter internationaler Fern- und Luxuszüge wie dem Ostende-Wien-Express, dem Ostende-Köln-Pullman-Express oder dem Tauern-Express und zeitweise dem Nord-Express sowie dem berühmten Orient-Express. Über Kurswagen gab es auch direkte Verbindungen nach Istanbul, Athen, Stockholm oder Bukarest. 
Der Personenverkehr ist seit der Eröffnung des Eurotunnels und der Zunahme von Billigflügen seit den 1990er Jahren jedoch stark zurückgegangen. Es gab danach zeitweise Fährverbindungen mit der südenglischen Stadt Ramsgate, die (Stand 2013) wieder eingestellt wurden. Seitdem hat der Hafen von Ostende sich auf Güterumschlag umgestellt. Heute hat sich der Hafen von Ostende neben der Anfuhr von Baumaterialien, wie Kies und Sand, auf den RoRo-Verkehr mit Großbritannien spezialisiert. Weiterhin beherbergt der Hafen auch einen Fischereihafen und eine Marina.